# Гарсия III (король Наварры)
Гарси́я III На́херский (исп. García Sánchez III de Pamplona el de Nájera; погиб 15 сентября 1054) — король Наварры с 1035 года, сын короля Санчо III и Мунии Майор Кастильской.

## Биография
При разделе своего государства Санчо III поручил Гарсии III верховенство над остальными братьями. Гарсия помог брату Фердинанду в 1037 году разбить Бермудо III при Писуэрге и захватить леонский престол. В награду за это Гарсия получил оставшуюся часть Васконии до Сантандерского залива. Воспользовавшись ослаблением мусульманских эмиратов-тайф, Гарсия III начал вести против них успешные войны, и в 1045 году ему удалось завоевать Калахорру. Однако позже Гарсия рассорился с братьями[страница не указана 1405 дней].
Заключив союз с эмиром Туделы, Рамиро I вместе с мусульманами пытался в 1043 году захватить наваррский трон, но был разбит Гарсией у Тафальи. H. J. Chaytor писал, что Рамиро был изгнан из страны. ЭСБЭ утверждает, что Рамиро вернул корону лишь благодаря Фердинанду.
После этого Гарсия III начал войну против Леона и Кастилии. Гибель Бермудо III в сражении при Тамароне привела к ссоре братьев. Новым королём Леона стал Фердинанд I. Как король Леона он был заинтересован в том, чтобы вернуть те земли, которые были отобраны в пользу Наварры. В свою очередь Гарсия ревностно относился к успехам своего младшего брата, ставшего королём.
Это нашло своё отражение и в источниках. Хроники также по-разному описывают причины и ход столкновения братьев.
В написанной в XI веке «Хронике Силоса» сообщается, что Гарсиа настолько завидовал брату, что оказался при смерти. Когда Фердинанд навещал больного в Нахере, Гарсия попытался его убить. После провала покушения Гарсия явился к младшему брату, чтобы помириться с ним, но Фердинанд приказал заковать старшего брата в цепи и заточить в крепость Cea. Когда Гарсии удалось бежать, он призвал на помощь ещё одного брата, Рамиро I Арагонского, и ряд тайф.

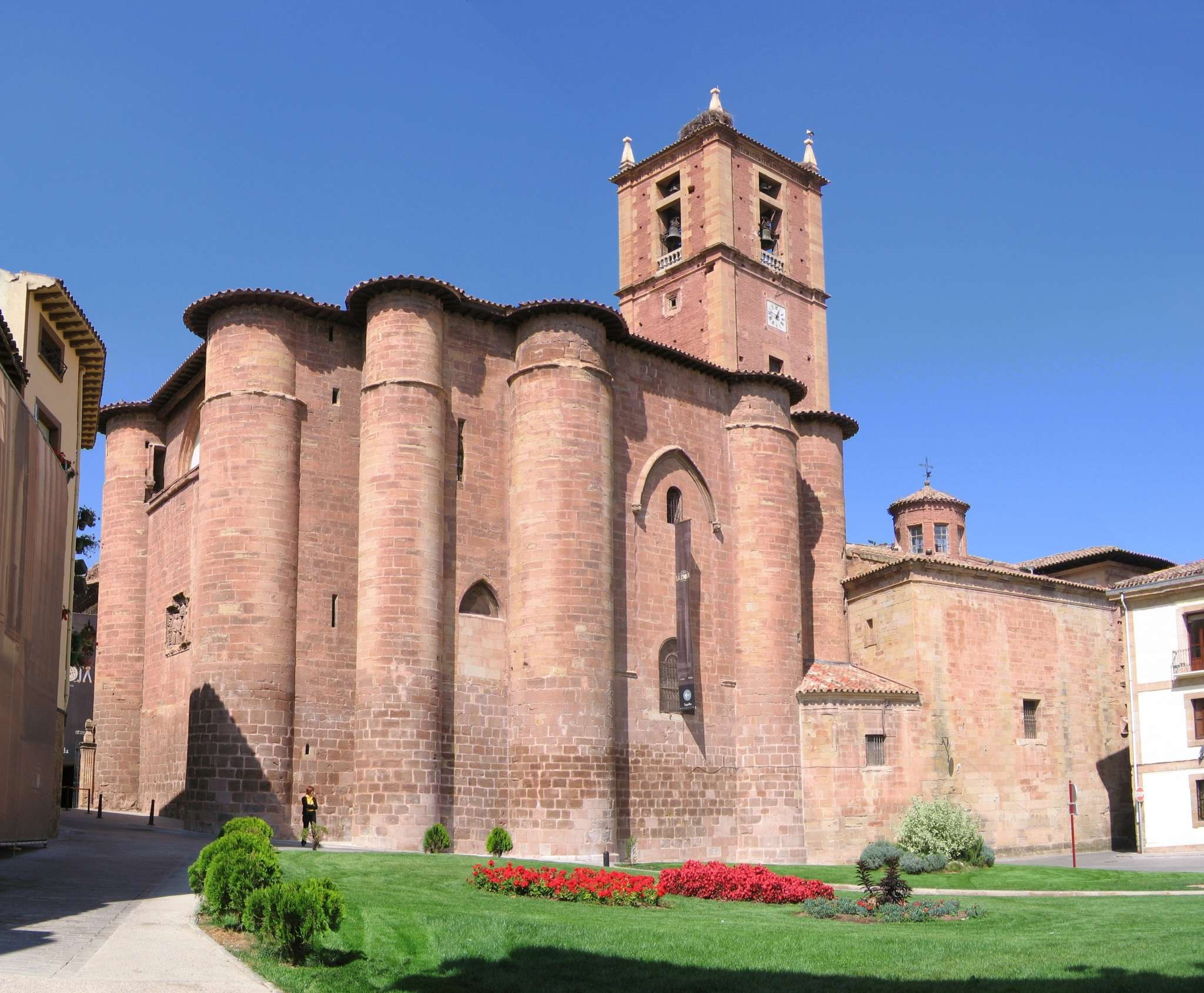
Монастырь Санта-Мария-ла-Реаль в Нахере, основанный Гарсией III

Два войска встретились у Атапуэрки, находившейся на западных границах владений Гарсии. «Хроника Бургоса» и «Хроника королей Леона» констатируют: «король Гарсия убит братом своим Фердинандом при Атапуэрке». В «Анналах Компостеллы» написано, что король Гарсиа, сражаясь в битве при Атапуэрке с братом, был убит своим рыцарем Санчо Ордоньесом, у которого ранее обесчестил жену.
В «Хронике Нахеры» смерть Гарсии приписывается сторонникам покойного короля Леона Бермундо.
Прозвище «Нахерский» Гарсия получил за основание монастыря Девы Марии в Нахере в 1052 году[страница не указана 1405 дней].